# Dzsócsó
Dzsócsó (定朝, Hepburn-átírással: Jōchō) (?–1057) a legjelentősebb Heian-kori (794–1185) japán szobrász volt, a részenként (kockákban) kifaragott és összeillesztett faszobrok mestere. A legmagasabb buddhista papi rangokat kapta művészetéért Fudzsivara no Micsinagától, műterme rengeteg tanítványt vonzott, halála után iskolák folytatták a stílusát. Egyetlen fennmaradt alkotása a Bjódóin templom lótusztalapzaton ülő, háromméteres, lakkozott és aranyozott Amida Buddha-szobra.